# Linda Kozlowski
Linda Kozlowski (Fairfield, Connecticut, 7 januari 1958) is een Amerikaans actrice, vooral bekend van haar rol in Crocodile Dundee – waarvoor ze werd genomineerd voor een Golden Globe – en de twee vervolgfilms uit 1988 en 2001.

## Biografie
Kozlowski volgde een zangopleiding aan de Juilliard School, en in de periode kort na haar slagen speelde ze in de Broadway-productie How It All Began (1981-1982). Vervolgens speelde ze op Broadway Mrs. Forsythe in Death of a Salesman (1984) en vertolkte dezelfde rol een jaar later in de gelijknamige filmversie, waarin ook Dustin Hoffman, John Malkovich en Kate Reid te zien waren.
Haar doorbraak kwam in 1986, toen ze de vrouwelijke hoofdrol had in de Australische film Crocodile Dundee, tegenover acteur Paul Hogan. In de film speelde ze Sue Charlton, een rol die ze tevens vertolkte in de sequels Crocodile Dundee II (1988) en Crocodile Dundee in Los Angeles (2001), waarin Hogan eveneens te zien was. Voor haar rol in de eerste film kreeg ze in 1987 een Golden Globe-nominatie in de categorie "Beste performance van een actrice in een bijrol in een film". In de periode tussen de twee laatste films van Crocodile Dundee speelde ze onder andere in de komedie Pass the Ammo met Bill Paxton, Almost An Angel (1990) en de horrorfilm Village of the Damned (1995), geregisseerd door John Carpenter.
In 1990 trouwde ze met de 18 jaar oudere Hogan, met wie ze samen een zoon heeft. In 2014 scheidden zij.

## Filmografie
- 1985 - Death of a Salesman - Mrs. Forsythe
- 1986 - Crocodile Dundee - Sue Charlton
- 1988 - Pass the Ammo - Claire
- 1988 - Crocodile Dundee II - Sue Charlton
- 1990 - Almost an Angel - Rose Garner
- 1993 - The Neighbor - Mary
- 1994 - Backstreet Justice - Keri Finnegan
- 1994 - Zorn - Emilie Bartlett
- 1995 - Village of the Damned - Jill McGowan
- 2001 - Crocodile Dundee in Los Angeles - Sue Charlton